# Broniewaja (stacja kolejowa)
Broniewaja (ros. Броневая) – stacja kolejowa w miejscowości Petersburg, w Rosji. Położona jest na liniach z Dworca Bałtyckiego do Iwangorodu i Pskowa.